# Loyola O'Connor
Loyola O'Connor (St. Paul, 8 luglio 1868 – Los Angeles, 26 dicembre 1931) è stata un'attrice statunitense del cinema muto. In qualche film, appare presentata anche come Miss O'Connor.

## Biografia
Nata a St. Paul, nel Minnesota, nel 1868, era sorella della sceneggiatrice Mary H. O'Connor. 
Cominciò a recitare per il cinema quando aveva già quarantacinque anni. Non più giovanissima, le vennero affidati ruoli da caratterista, come quelli di madre o zia dei protagonisti. Dal 1913 al 1922, Loyola O'Connor apparve in circa cinquanta film, lavorando per la Vitagraph Company of America e poi anche con David Wark Griffith.
Morì a Los Angeles, il 26 dicembre 1931, all'età di 63 anni.

## Filmografia
- After the Honeymoon, regia di R.S. Sturgeon (Rollin S. Sturgeon) (1913)
- The Courage of the Commonplace, regia di Rollin S. Sturgeon (1913)
- The Fortune Hunters of Hicksville, regia di Robert Thornby (1913)
- When Friendship Ceases, regia di Robert Thornby (1913)
- Sleuths Unawares, regia di Robert Thornby (1913)
- Tangled Threads, regia di Robert Thornby (1913)
- A Pair of Prodigals, regia di Robert Thornby (1913)
- Any Port in a Storm, regia di William J. Bauman (1913)
- The Face of Fear, regia di William J. Bauman (1913)
- Her Husband's Friend, regia di Hardee Kirkland (1913)
- Secret of the Bulb, regia di William J. Bauman (1914)
- Francine, regia di Ulysses Davis (1914)
- Tainted Money, regia di Burton L. King
- The Way to Heaven, regia di Ulysses Davis (1914)
- Auntie, regia di Burton King (Burton L. King) (1914)
- The Kiss, regia di Ulysses Davis (1914)
- A Little Madonna, regia di Ulysses Davis (1914)
- Out in Happy Hollow, regia di Ulysses Davis (1914)
- Hunger Knows No Law, regia di Ulysses Davis (1914)
- The Mystery of the Hidden House, regia di Ulysses Davis (1914)
- A False Move, regia di Robert Thornby (1914)
- The Wall Between, regia di Robert Z. Leonard (1914)
- The Country Boy
- Beautiful Love
- The Secret Orchard, regia di Frank Reicher (1915)
- Fuori dal buio (Out of the Darkness), regia di George Melford (1915)
- The Lily and the Rose, regia di Paul Powell (1915)
- The Missing Links
- Hoodoo Ann
- A Child of the Paris Streets
- Stranded, regia di Lloyd Ingraham (1916)
- Intolerance, regia di David W. Griffith (1916)
- Le colonne della società (Pillars of Society), regia di Raoul Walsh (1916)
- The Little Liar
- Atta Boy's Last Race
- The Children Pay
- Nina, the Flower Girl, regia di Lloyd Ingraham (1917)
- An Old Fashioned Young Man, regia di Lloyd Ingraham (1917)
- Cheerful Givers, regia di Paul Powell (1917)
- Amore sulle labbra (True Heart Susie), regia di D.W. Griffith (1919)
- The Love Burglar, regia di James Cruze (1919)
- Soft Money, regia di Hal Roach e Vincent Bryan (1919)
- The Tree of Knowledge, regia di William C. de Mille (1920)
- Harriet and the Piper
- Eyes of the Heart
- Old Dad, regia di Lloyd Ingraham (1920)
- Life in the Orange Groves, regia di George L. Cox (1920)
- The Faith Healer, regia di George Melford (1921)
- The Infidel, regia di James Young (1922)